# Paladin
Paladin (fransk, af latin palatinus, afledt af palatium = palads), oprindeligt en af de tolv riddere i Karl den Stores livvagt.
Paladinerne optræder første gang i heltedigte fra den tidlige middelalder såsom Rolandskvadet fra midten af 1100-tallet, hvor de repræsenterer de kristnes krigsmod i kampen mod de saracenske horder. Roland var både Karl den Stores nevø og hans øverste paladin, den modigste og mest loyale af dem.

## Etymologi
Ordet paladin er afledt af det italienske ord "paladino" der betyder "mester", "champion", o.l.. Ordet "paladino" er afledt af det latinske ord "palatium" for slot eller palads. I det romerske rige, betegnede palatinus en højtstående embedsmand med tilknytning til den romerske kejser og det kejserlige palads på Palatinerhøjen i Rom. Med tiden vandt ordet "palatinus" udbredelse og blev brugt generelt som betegnelse for højtstående embedsfolk i kejserlige, majestætiske og kongelige hof.
Fra 1788 kendes en udvidet betydning af ordet som "en heroisk forkæmper" eller "beskytter".